# Tahiriderna

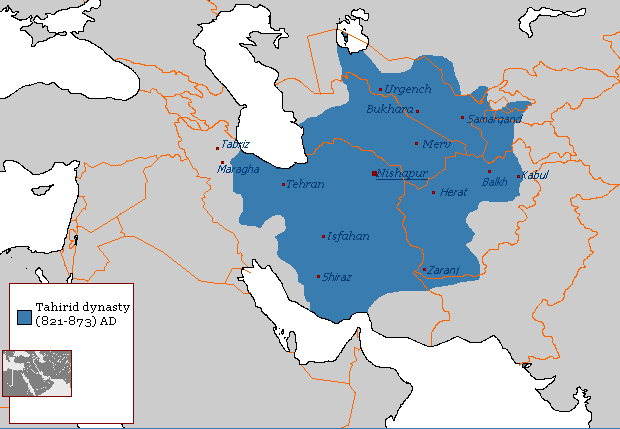
Tahiriddynastin som störst.

Tahiriddynastin (821-873) regerade det Persiska imperiets nordöstra region Khorasan. Huvudstad var Nishapur.
Tahiriddynastins regenter:
- Tahir ibn Husayn (821-822)
- Talha (822-828)
- Abdullah bin Tahir (828-845)
- Tahir II (845-862)
- Muhammad av Khorasan (862-873)